# Mazhal
Mazhal (tiếng Ả Rập: المزحل) là một ngôi làng Syria nằm ở phó huyện Tell Salhab ở huyện Al-Suqaylabiyah, Hama. Theo Cục Thống kê Trung ương Syria (CBS), Mazhal có dân số năm 2077 trong cuộc điều tra dân số năm 2004.